# Anne Hébert

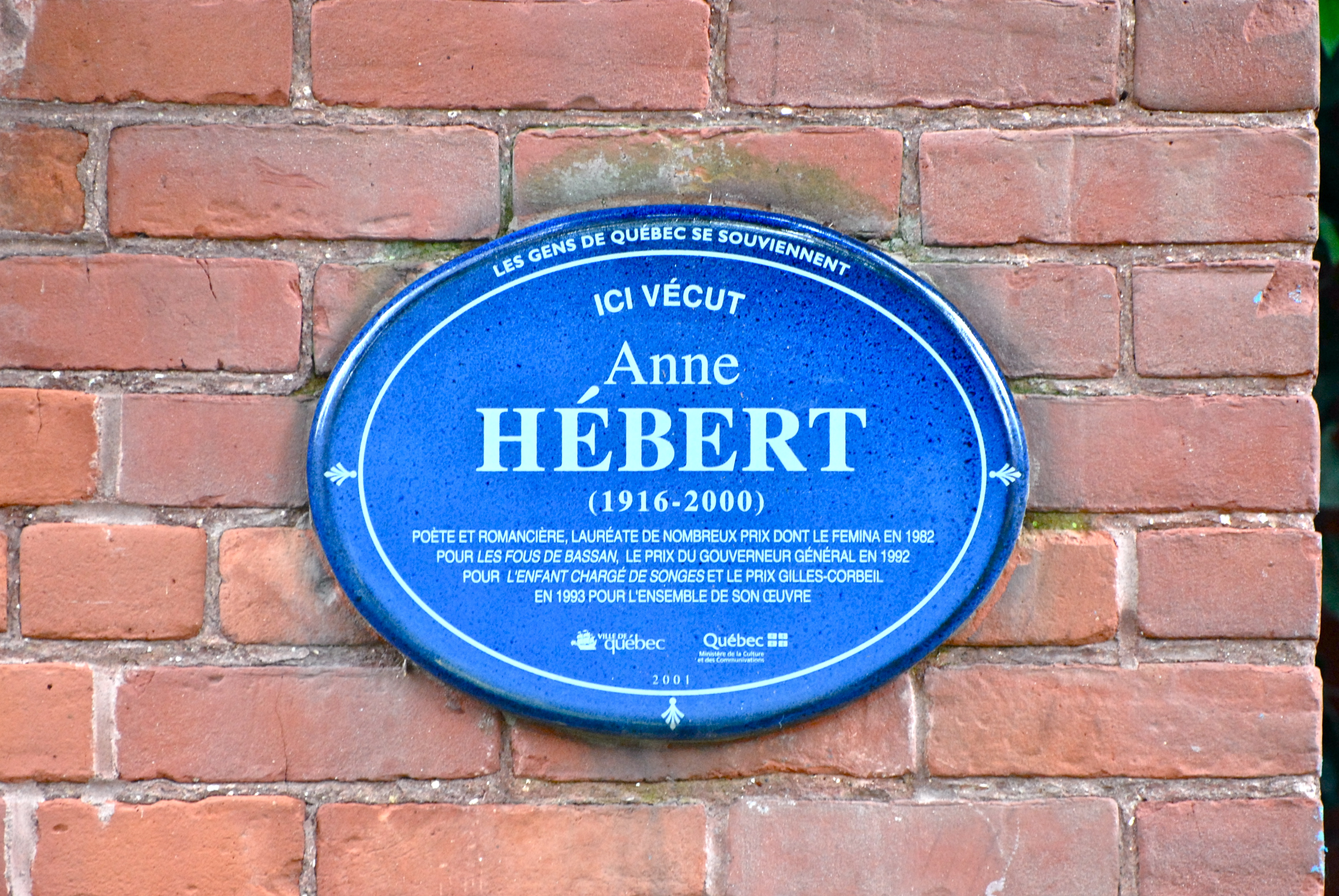

Anne Hébert (Sainte-Catherine-de-la-Jacques-Cartier, 1º agosto 1916 – Montréal, 22 gennaio 2000) è stata una scrittrice, poetessa e sceneggiatrice canadese.

## Biografia
Nata nel villaggio di Sainte-Catherine-de-la-Jacques-Cartier (allora chiamato Sainte-Catherine-de-Fossambault), la Hébert trascorre la sua infanzia a Québec City, in un ambiente familiare molto stimolante.
Il padre - funzionario statale e noto critico letterario - e il cugino - il poeta Saint-Denis Garneau - indirizzano presto le sue letture.
Nel 1942, poco più che ventenne, pubblica la sua prima raccolta di poesie, Les Songes en équilibre.
La sua seconda opera - la raccolta di racconti Le Torrent (1950) - trova una forte resistenza nel provinciale ambiente del Québec, a causa dello stile aspro e violento, del sovvertimento dei valori tradizionali; ciò resterà elemento tipico delle sue opere.
Anche la sua seconda raccolta di poesie, Le Tombeau de rois, fatica a trovare un editore.
Alla fine del 1953 la Hébert viene assunta come sceneggiatrice dall'Ufficio nazionale del cinema, a Ottawa, prima, e a Montréal, poi.
Durante questo periodo, in particolare, scrive la sceneggiatura dello sceneggiato televisivo Le Mercière assassiné.
Nel 1958 pubblica il suo primo romanzo, Les Chambres de bois, che vince il Premio France-Canada e il premio Duvernay; 2 due anni dopo entra a far parte della Société royale du Canada.
Nel 1965, dopo la morte della madre, vince una borsa di studio che le permette di trasferirsi a Parigi.
Qui pubblica, nel 1970, Kamouraska, vincitore del prestigioso Prix des libraires; consacra il successo dell'autrice; vi si trovano molti suoi temi tipici -i la maternità indesiderata, le costrizioni imposte alle donne, dalla società patriarcale, la ribellione femminile.
A questo romanzo segue, nel 1975, Les Enfantes du sabbat (I bambini del Sabba, Luciana Tufani Editrice, Ferrara, 2008); riceve il Premio del Governatore del Canada, nella sua traduzione in inglese, poiché non esiste, all'epoca, un premio analogo per le opere francofone.
Nel 1978, il Primo Ministro del Québec René Lévesque le offre un posto di rilievo nel governo, ma lei rifiuta.
Con Le Fous de Bassan (L'ultimo giorno dell'estate, Luciana Tufani Editrice, Ferrara, 2002), nel 1982 la Hébert vince un altro prestigioso premio, le Prix Femina.
Si tratta della quarta scrittrice canadese, e della seconda scrittrice del Québec, a ottenere un importante premio letterario francese.
Nel 1983 riceve un dottorato honoris causa presso l'Université Laval.
È il quinto, dopo quelli ricevuti all'Università di Toronto (1969), all'Università di Guelph (1970), all'UQAM (1979) e all'Università McGill (1980).
Nel 1988 dedica il suo sesto romanzo, Le Premier Jardin, alle donne che avevano contribuito alla fondazione della Nouvelle France.
Seguono altri 2 romanzi, L'Enfant chargé de songes (1992) e Aurélien, Clara, Mademoiselle et le Lieutenant anglais (1995); quest'ultimo un'opera a metà strada tra prosa e poesia.
Nel 1997 ritorna alla poesia pubblicando la nuova Poèmes pour la main gauche.
All'inizio del 1998, con grande sorpresa di tutti, la Hébert decide di tornare a Montréal.
D'altra parte, benché abbia vissuto in Francia la maggior parte della sua vita, il Québec resta la sua fonte principale di ispirazione, tant'è che solo 3 dei suoi romanzi sono ambientati a Parigi.
In patria, nel 1999, pubblica i suoi 2 ultimi romanzi, Est-ce que je te dérange? e Un habit de lumière (Un vestito di luce, Luciana Tufani Editrice, Ferrara, 2008), vincitore del premio France-Québec.
A gennaio 2000 Anne Hébert muore nel suo paese natale.

## Opere

### Romanzi
- Les Chambres de bois, Paris, 1958
- Kamouraska, Parigi, 1970 (trad. italiana fuori commercio)
- Les Enfants du sabbat, Paris, 1975 (trad. italiana: I bambini del Sabba, Luciana Tufani Editrice, Ferrara, 2008)
- Héloïse, Paris, 1980
- Les Fous de Bassan, Paris, 1982 (trad. italiana: L'ultimo giorno dell'estate, Luciana Tufani Editrice, Ferrara, 2002)
- Le Premier Jardin, Paris, 1988
- L'Enfant chargé de songes, Paris, 1992
- Aurélien, Clara, mademoiselle et le lieutenant anglais, Paris, 1995 (trad. italiana: Clara che a quindici anni disse di sì, EL, Trieste, 1995)
- Est-ce que je te dérange?, Montréal, 1998
- Un habit de lumière, Montréal, 1999 (trad. italiana: Un vestito di luce, Luciana Tufani Editrice, Ferrara, 2008)

### Poesie
- Les Songes en équilibre, Montréal, 1942
- Le Tombeau des rois, Québec City, 1953
- Mystère de la parole, 1960
- Le jour n'a d'égal que la nuit, Montréal-Paris, 1992
- Poèmes pour la main gauche, Montréal, 1997

### Teatro
- Les Invités au procès, 1952
- La Mercière assassinée, 1958
- Le Temps sauvage (pubblicate nel 1967 con il titolo Le temps sauvage), 1963
- L'Île de la demoiselle, 1978
- La Cage, transposition de la légende de la Corriveau, 1990 (queste due ultime opere sono state pubblicate insieme nel 1990)

## Premi
- Prix David, per Les Songes en équilibre (1943)
- Prix David (1951)
- Prix Québec-Paris, per Les Chambres de bois (1958)
- Prix Ludger-Duvernay, per la sua opera poetica (1958)
- Prix Molson, per la sua poesia (1968)
- Prix des Libraires de France, per Kamouraska (1971)
- Prix de l'Académie royale de Belgique, per Kamouraska (1971)
- Prix du Gouverneur général, per Les Enfants du sabbat (1975)
- Prix Prince-Pierre-de-Monaco, per la sua opera (1976)
- Prix Athanase-David, per la sua opera (1978)
- Prix Femina, per Les Fous de Bassan (1982)
- Prix du Gouverneur général, per Les Fous de Bassan (1982)
- Médaille de l'Académie des lettres du Québec (1984)
- Prix Fleury-Mesplet (1987)
- Prix littéraire Canada-Communauté française de Belgique (1988)
- Grand prix de l'écriture S.T. Dupont (1989)
- Candidata a le Prix du Gouverneur général, per L'Île de la demoiselle (1990)
- Prix du Gouverneur général, per L'enfant chargé de songes (1992)
- Prix Alain-Grandbois, per Le jour n'a d'égal que la nuit (1993)
- Prix Gilles-Corbeil, per la sua opera (1993)
- Prix Jean-Hamelin, per Un habit de lumière (2000)

## Riconoscimenti
- Récipiendaire d'un Doctorat Honoris causa de l'Université du Québec à Montréal (UQAM) (1979)
- Membre de l'Ordre des francophones d'Amérique (1993)
- Il cortile di una scuola è stato intitolato a lei a Québec City nel 1995
- Le è stato dedicato un viale a Québec City nel 2006